# Scopula pseudocoxa
Scopula pseudodoxa là một loài bướm đêm trong họ Geometridae.